# Спортивно-концертный комплекс имени Гейдара Алиева
Спортивно-концертный комплекс имени Гейдара Алиева (азерб. Heydər Əliyev adına İdman Konsert Kompleksi) был открыт в Баку в 1990 году. С момента открытия в нём было проведено около 40 международных соревнований по различным видам спорта. Являясь самым крупным спортивным сооружением республики, комплекс обладает всеми необходимыми условиями для проведения крупных международных соревнований. Ежегодно на территории комплекса проходят множество различных турниров, соревнований, международных выставок, концертных и развлекательных программ.

## История

Вид до реконструкции 2015 года

Хотя строительство комплекса и было начато в 1977 году, в силу различных причин оно было завершено лишь в 1990 году.
В ноябре 2006 года на территории комплекса были начаты ремонтные работы, которые велись совместным азербайджано-сербским предприятием «Серб-Аз». Фасад здания был облицован облицовкой, привезенной из Греции, стекла фасада были доставлены из Бельгии, сиденья из Чехии, табло из Кореи. 1-й и 2-й этажи комплекса облицованы итальянским гранитом. В общей сложности на ремонтно-восстановительные работы было потрачено около 11,6 миллионов манат (13,5 миллионов долларов).
В 2015 году, в преддверии первых Европейских игр состоялось открытие комплекса после капитальных ремонтных работ, в ходе которых был полностью обновлен и фасад здания в форме короны, состоящий из конструкции, облицованной специальным покрытием. Для художественного светового оформления фасада были установлены разноцветные специальные лампы и прожекторы, создан центр автоматического управления.

## Структура комплекса
- В комплексе, вмещающем на данный момент 8 000 зрительских мест[2], есть тренировочные залы, дополнительные комнаты, а также конференц-залы.
- Общая площадь фасада составляет 18 тысяч квадратных метров.

## Список значимых соревнований
- 23-й чемпионат Европы по художественной гимнастике. Июнь 2007
- 25-й чемпионат Европы по художественной гимнастике. Май 2009
- Кубки мира по художественной гимнастике 2003, 2004, 2005 годов.
- 27-й чемпионат мира по художественной гимнастике.
- Чемпионат мира по боксу среди юношей. Август 2007
- Чемпионат мира по вольной и греко-римской борьбе. Сентябрь 2007
- Чемпионат Европы по тхэквандо. Сентябрь 2007
- XXIV чемпионат мира среди военных по вольной и греко-римской борьбе. Октябрь 2006
- Планировалось, что 26 сентября 2009 года здесь состоится Танцевальное Евровидение-2009, но из-за малого количества участников и нехватки средств для трансляции, конкурс был перенесён на 2010, а затем его отменили (либо перенесли на неопределённый срок).
- 28 Апреля 2024 года здесь состоялся товарищеский матч между любительскими хоккейными командами «Baku Flames» и «Ледовое Братство». Матч стал первым хоккейным матчем в современной истории Азербайджана.